# پاناسونیک لومیکس دی‌ام‌سی-اف‌زد۱۰۰
پاناسونیک لومیکس دی‌ام‌سی-اف‌زد۱۰۰ (به انگلیسی: Panasonic Lumix DMC-FZ100) یک دوربین عکاسی ساخت شرکت پاناسونیک است.